# بريندان وينترز
بريندان وينترز (بالإنجليزية: Brendan Winters)‏ مواليد 9 مايو 1983 في دنفر، هو لاعب كرة سلة أمريكي معتزل. بدأ مسيرته الاحترافية في سنة 2006. يبلغ طوله 6 قدم 5 بوصة (2.0 م). اعتزل اللعب في 2011. لعب مع باير جاينتز ليفركوزن ونادي أريس لكرة السلة.

## روابط خارجية
- بريندان وينترز على موقع كرة السلة الأوروبية.كوم (الإنجليزية)
- بريندان وينترز على موقع كلية كرة السلة في سبورتس رفرنس.كوم (الإنجليزية)
- بريندان وينترز على موقع ريلجم (الإنجليزية)
- بريندان وينترز على موقع بروبوليرز (الإنجليزية)
- بريندان وينترز على موقع سبورتس رفرنس (الإنجليزية)